# Ankhesenpaaton Tasherit
Ankhesenpaaton Tasherit (che significa Ankhesenpaaton la Giovane) (fl. XIV secolo a.C.) è stata una principessa egizia della XVIII dinastia.

## Dibattito sull'identità dei genitori
Per la principessa Ankhesenpaaton Tasherit, così come per la principessa Merytaton Tasherit, sono stati proposte varie coppie di genitori.

### Ankhesenamon e Akhenaton

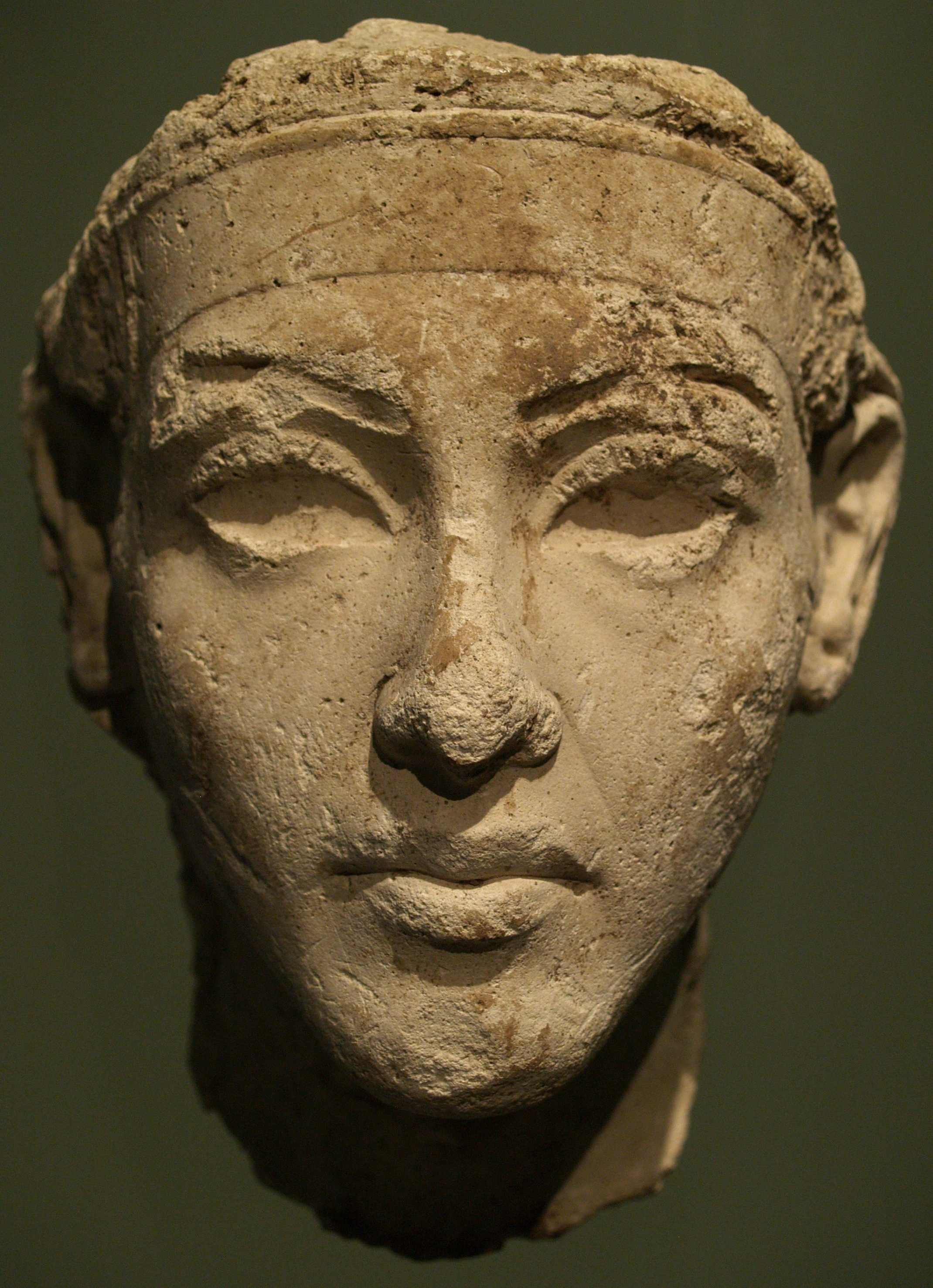
Testa di Akhenaton, al Neues Museum di Berlino.

È una tesi diffusa che Ankhesenpaaton Tasherit fosse figlia di Ankhesenpaaton (poi ribattezzata Ankhesenamon), figlia del Faraone Akhenaton, (1351 a.C. - 1334/3 a.C.). Si ritiene che la titolatura della principessa fosse: Ankhesenpaaton Tasherit, nata da Ankhesenpaaton, nata dalla Grande sposa reale Nefertiti. Assumendo che Ankhesenpaaton Tasherit fosse figlia di Ankhesenpaaton e del di lei padre Akhenaton, dovette nascere alla fine del regno di faraone. Poiché Ankhesenpaaton nacque nel 5º anno di regno di Akhenaton, il quale durò complessivamente 17 anni, i due avrebbero potuto generare Ankhesenpaaton Tasherit solamente nel penultimo o ultimo anno del regno. Tuttavia, tale ipotesi è improbabile: anche se tale matrimonio fosse reale, a differenza dei matrimoni fra fratelli, non esistono prove che nell'antico Egitto i matrimoni incestuosi fra padre e figlia fossero carnali e non meramente religiosi.

### Kiya e Akhenaton
Siccome sia Ankhesenpaaton Tasherit che l'altra principessa Merytaton Tasherit appaiono in testi che menzionano Kiya, una sposa secondaria di Akhenaton, è possibile che fossero figlie di Akhenaton e Kiya, oppure che si tratti di personaggi fittizi per rimpiazzare la vera figlia di Kiya, che potrebbe essere stata la principessa Baketaton - anche se è assai più comunemente ritenuta una figlia di Amenofi III e della regina Tiy, e perciò sorella di Akhenaton.

### Meritaton e Smenkhara
L'egittologo inglese Aidan Dodson ha ipotizzato che i genitori della principessa potessero essere Merytaton e Smenkhara (1335/3 a.C.; dibattuto), l'effimero successore di Akhenaton. La giovane principessa sarebbe stata chiamata come la zia Ankhesenpaaton, sorella di Meritaton.